# Massilia plicata
Massilia plicata es una especie de bacteria gramnegativa del género Massilia. Fue descrita en el año 2006. Su etimología hace referencia a enroscado. Es aerobia y móvil por uno o más flagelos. Tiene un tamaño de 0,6-0,7 μm de ancho por 2-2,5 μm de largo. Forma colonias circulares, convexas, viscosas, opacas y de color amarillo-marrón claro en agar NA. Temperatura de crecimiento entre 10-45 °C, óptima de 28-30 °C. Catalasa positiva y oxidasa negativa. Tiene un contenido de G+C de 65,1%. Se ha aislado en suelos contaminados con metales pesados en Nankín, China. 